# Hans (wyspa)
Hans (gren. Tartupaluk, duń. Hans Ø) − niewielka, niezamieszkana wyspa o powierzchni 1,3 km², leżąca na wodach cieśniny Naresa, pomiędzy Wyspą Ellesmere’a a Grenlandią. Jej współrzędne geograficzne wynoszą 80°49′41″ N 66°38′46″ W. Od 1973 do 2022 roku wyspa była przedmiotem sporu międzynarodowego między Danią i Kanadą.
Wyspę odkrył Hans Hendrik (czasami spotyka się pisownie nazwiska „Heindrich”). Był on grenlandzkim podróżnikiem i tłumaczem dla brytyjskich i amerykańskich badaczy Arktyki. Podczas ekspedycji Charlesa Halla w 1871 r. wyspie nadano imię odkrywcy. Wtedy też po raz pierwszy pojawiła się na mapach.

## „Wojna flagowa”

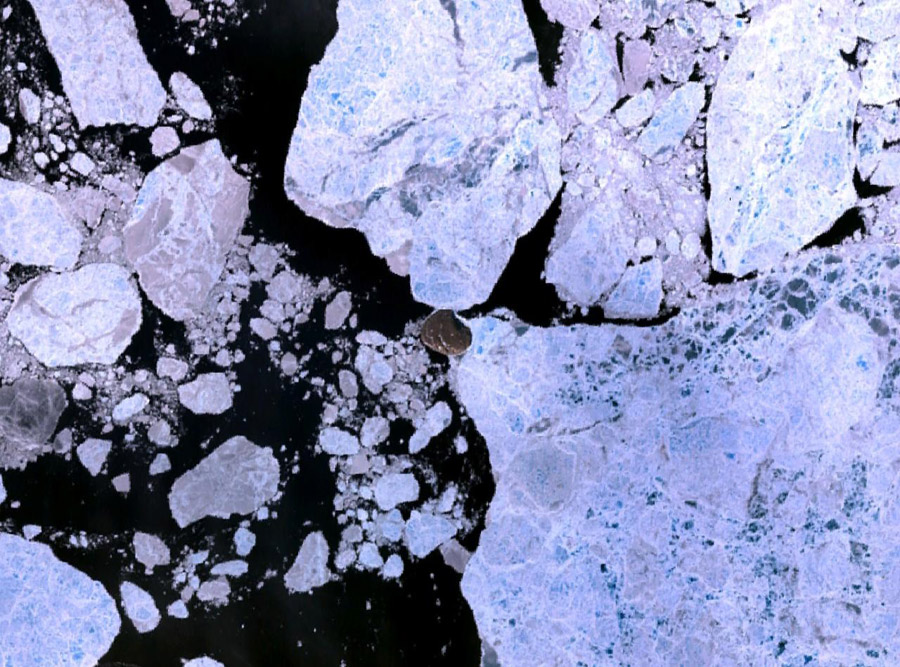
Zdjęcie wyspy wykonane przez satelitę NASA Landsat 7

W 1973 r. Dania i Kanada toczyły dwustronne rozmowy mające na celu uzgodnienie nowych granic w tym rejonie. Obie delegacje twierdziły jednoznacznie, że Hans w całości stanowi terytorium ich krajów. Jednak nie podjęto jednoznacznej decyzji na temat jej przynależności. Obszar cieśniny przecięto umowną granicą, której fragment długi na 875 metrów między punktami orientacyjnymi numer 122 a 123 (w sumie było ich 127) przecina wyspę praktycznie w połowie. Od tego czasu duńskie ekspedycje kilkukrotnie przybyły na wyspę zostawiając tam flagę swojego kraju. Stało się tak w 1984 (helikopterem na wyspę przybył grenlandzki minister Tom Høyem), 1988 (na pokładzie HDMS Tulugaq), 1995, (helikopterem z bazy w Qaanaaq), 2002 (HDMS Vædderen) oraz w 2003 roku (HDMS Triton).
Po publikacjach prasowych w obu krajach w 2004 roku status wyspy ponownie stał się tematem szerszych dyskusji. 13 lipca 2005 kanadyjska armia wylądowała na wyspie i zbudowała inuksuk, u stóp którego umieszczono tabliczkę z kanadyjską flagą. Tydzień później na wyspie symbolicznie postawił stopę minister obrony Kanady Bill Graham. Wywołało to ostry protest dyplomatyczny w Kopenhadze. Dnia 25 lipca duńskie ministerstwo spraw zagranicznych po raz pierwszy oficjalnie oświadczyło, że uważa wyspę za terytorium Danii. Dzień później przybyły na wyspę wicepremier Grenlandii Josef Motzfeldt stwierdził, że od lipca wyspa okupowana była przez Kanadę. 16 sierpnia obydwa państwa wznowiły negocjacje na temat przynależności terytorialnej wyspy Hans. Mimo zaangażowania w rozmowy kanadyjskiego ministra Pierre'a Pettigrew i duńskiego premiera Andersa Rasmussena, nie udało się wtedy osiągnąć satysfakcjonującego obie strony porozumienia. 14 czerwca 2022 roku osiągnięto porozumienie – wyspę podzielono pomiędzy strony na pół.

## Przyczyna konfliktu
Wyspa sama w sobie ma znikome znaczenie, jednak jej położenie pośrodku cieśniny Naresa sprawia, iż może ona potencjalnie kontrolować ruch morski w całej cieśninie. Kanadyjskie Siły Zbrojne używają jej jako argumentu w składanych petycjach dotyczących otrzymania okrętów wzmocnionych przed lodem, których obecnie – w przeciwieństwie do sił duńskich – nie posiadają. Jednak najważniejszym powodem sporu jest fakt, że może on stać się precedensem dotyczącym własności lądów i wód w Arktyce, która w wyniku ocieplenia klimatu może stać się znacznie ważniejsza niż obecnie. Dodatkowe znaczenie dla Kanady ma tu spór na temat Przejścia Północno-Zachodniego i zapowiedzi zapewnienia suwerenności terytoriów Północnej Kanady.